# Bohrov efekt
Bohrov efekt je prilagodba za otpuštanje kisika u tkivima s niskom koncentracijom kisika u kapilarama, gdje ugljični dioksid snizi pH krvi. Kad se snizi pH krvi, smanji se i mogućnost hemoglobina da se spoji tj. ostane spojen s kisikom. Hemoglobin se veže s kisikom u prostoru s visokim udjelom kisika tj. u plućima, i otpušta ga u prostoru s malim udjelom kisika, u tkivima.
Glavna funkcija hemoglobina je da prenosi kisik od pluća do tkiva. U tome Bohrov efekt pomaže i to na način da otpušta kisik u tkiva kada se koncentracija vodikovih iona poveća. Pri niskim pH Bohrov efekt omogućava krvi da otpusti kisik da bi ga mišići mogli upotrijebiti. A to znači, da je on neophodan da bi tijelo moglo funkcionirati.
Kisik se iz zraka prenosi do tkivnih mitohondrija u dvije faze: difuzijom iz alveola u eritrocite plućnih kapilara i difuzijom iz sistemnih kapilara u mitohondrije tkivnih stanica. U uvjetima idealnog arterijskog tlaka kisika od 13,3 kPa, litra plazme sadrži samo 3mL fizički otopljenog O2. Kad bi prijenos O2 u krvi, potreban za održavanje normalne potrošnje kisika od 250 mL/min u mirovanju, ovisio o otopljenom O2, srčani minutni volumen morao bi biti veći od 80 L/min, čak i tada kada bi se iz plazme iskorištavao sav kisik. Na sreću, krv prenosi hemoglobin, crvenu bjelančevinu koja sadrži željezo, a nalazi se u eritrocitima. Hemoglobin, pri svojoj normalnoj koncentraciji od 150 g/L, omogućuje da cjelokupna krv prenosi 65 pota više kisika nego plazma pri PO2 od 13,3 kPa. Tu bjelančevinu sintetiziraju nukleirani prethodnici eritrocita, u koštanoj srži.
Zreli je eritrocit stanica bez jezgre, obavijena membranom promjenjiva oblika, koja je dobro prilagođena za protiskivanje kroz uske kapilare. Eritrociti su bikonkavne pločice, promjera oko 8 μm, a debljine 2 μm. U normalnih odraslih osoba oni zauzimaju u prosjeku oko 48% volumena krvi u muškarca i oko 42% u žene. Postotak krvnog volumena koji zauzimaju eritrociti naziva se hematokrit. Najvažniji bjelačevinski sastojak u citoplazmi zrela eritrocita jest hemoglobin. U litri normalne krvi ima oko 150 g hemoglobina u odraslih muškaraca i oko 135 g u odraslih žena. Ukratko, hemoglobin je sastavljen od četiri molekule hema koje vežu kisik (porfirinski prstenovi koji sadrže željezo) i globinskih (proteinskih) lanaca; u svakom lancu je po jedan hem.

## Čimbenici
Standardni odnos vezivanja kisika na hemoglobin ovisi o nekim čimbenicima, a to su:
- Koncentracija vidikovih iona [H+] = 40 nmol/L ( pH = 7,40)
- P CO2 = 5,3 kPa
- t  = 37 ˚C
- c (2,3-difosfoglicerata) = 15 μmol/g Hb

Ako se poveća vrijednost bilo kojeg od četiriju čimbenika (H+, P CO2, t, 2,3-DPG), smanjuje se afinitet hemoglobina za kisik. Nasuprot tome, ako se smanji vrijednost bilo kojeg od četiriju čimbenika povećava se afinitet hemoglobina za kisik. 
Učinak H+ uzrokovan je većim afinitetom vodikovih iona za deoksigenirani hemoglobin nego za oksihemoglobin. CO2 koji u plazmi stvara ugljičnu kiselinu, uglavnom djeluje tako što povećava koncentraciju H+. Učinak je temperature uobičajeni učinak na kemijsku ravnotežu: povišena temperatura pogoduje disocijaciji O2 i Hb, a snižena temperatura pogoduje njihovu spajanju.
Tvar 2,3-difosfoglicerata (2,3-DPG) nalazi se u eritrocitima u znatno većoj koncentraciji nego u drugim stanicama, jer zreli eritrociti, jer nemaju mitohondrija, stvaraju energiju anaerobnim metabolizmom (glikoliza), pri čemu 2,3-DPG nastaje kao nusproizvod. 2,3-DPG veže se za reducirani hemoglobin jače nego za HbO2 te mu smanjuje afinitet za kisik.